# پایکوبی‌های یونانی
پایکوبی یونانی (هوروس (horos)) یک سنت بسیار کهن است که توسط نویسندگانی مانند افلاطون، ارسطو، پلوتارک و لوسین به آن اشاره شده‌است. سبک‌ها و شکل‌های گوناگونی از این پایکوبی در همه جزایر و سرزمین‌های اصلی وجود دارد. هر منطقه متناسب با شیوه‌های خاص خود، پایکوبی و سبک خاص خود را دارد. به عنوان مثال، پایکوبی‌های جزیره‌ای شکلی آرام و ناهم‌تا نسبت به پایکوبی پونتیک در نزدیکی دریای سیاه داردکه بسیار تند و تیز است. یونان بیش از ۱۰ هزار پایکوبی بومی دارد که از تمام مناطق یونان می‌آیند. همچنین پایکوبی‌های پان-هلنیک در سراسر جهانِ یونانی پذیرفته شده‌است که شامل سیرتوس، کالاماتیانوس، بالوس و هاساپیکو هستند.
پایکوبی آیینی یونان در وهله نخست نقشی اجتماعی دارد. این پایکوبی مردم را در زمان‌های مهم سال مانند جشن پاک، برداشت انگور یا جشن‌های پدرخواندگی، و در لحظه‌های کلیدی زندگی انسان‌ها و خانواده‌ها مانند عروسی‌ها گردهم می‌آورد.
پایکوبی‌های یونانی همچنین در میان مردم یونانی دور از وطن و در میان گروه‌های بین‌المللی پایکوبی بومی انجام می‌شود.

## پایکوبی‌های یونان باستان

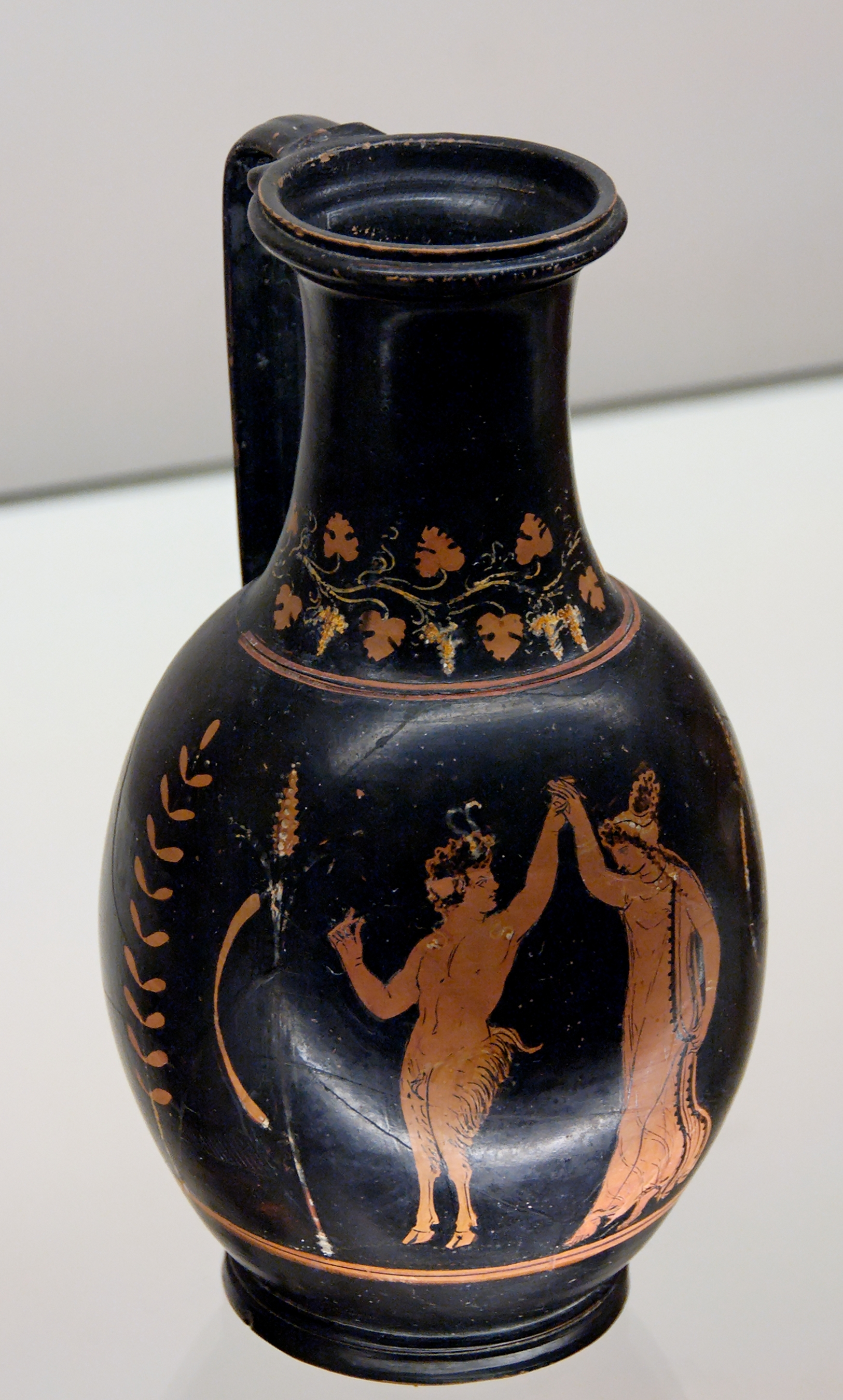
خدای پن و یک مایینداس در حین پایکوبی. قدحی از یونان باستان با شکل‌های قرمز از پولیا، حدود ۳۱۰ قبل از میلاد.

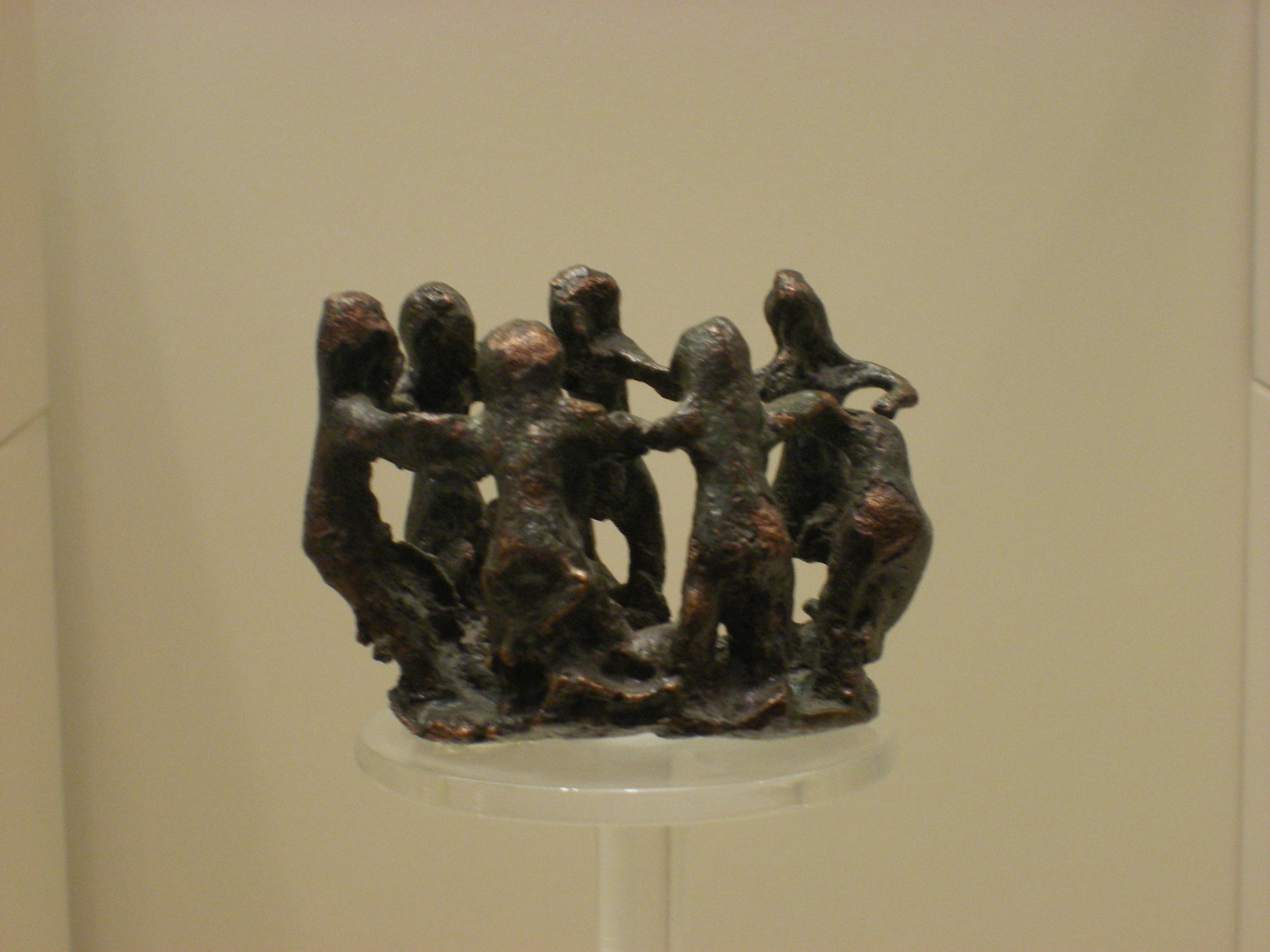
زنان در حال پایکوبی. پیکره برنزی یونان باستان، قرن ۸ قبل از میلاد، موزه باستان‌شناسی المپیا.

- آنتی استروف
- کارپه
- چوریا
- کورداکس
- دیونیزیاکوس
- هیپورشما
- کوریبانتس
- پیریریشیوس
- سیرتوس

## پایکوبی‌های نوین و بومی

### جزیرههایاژه

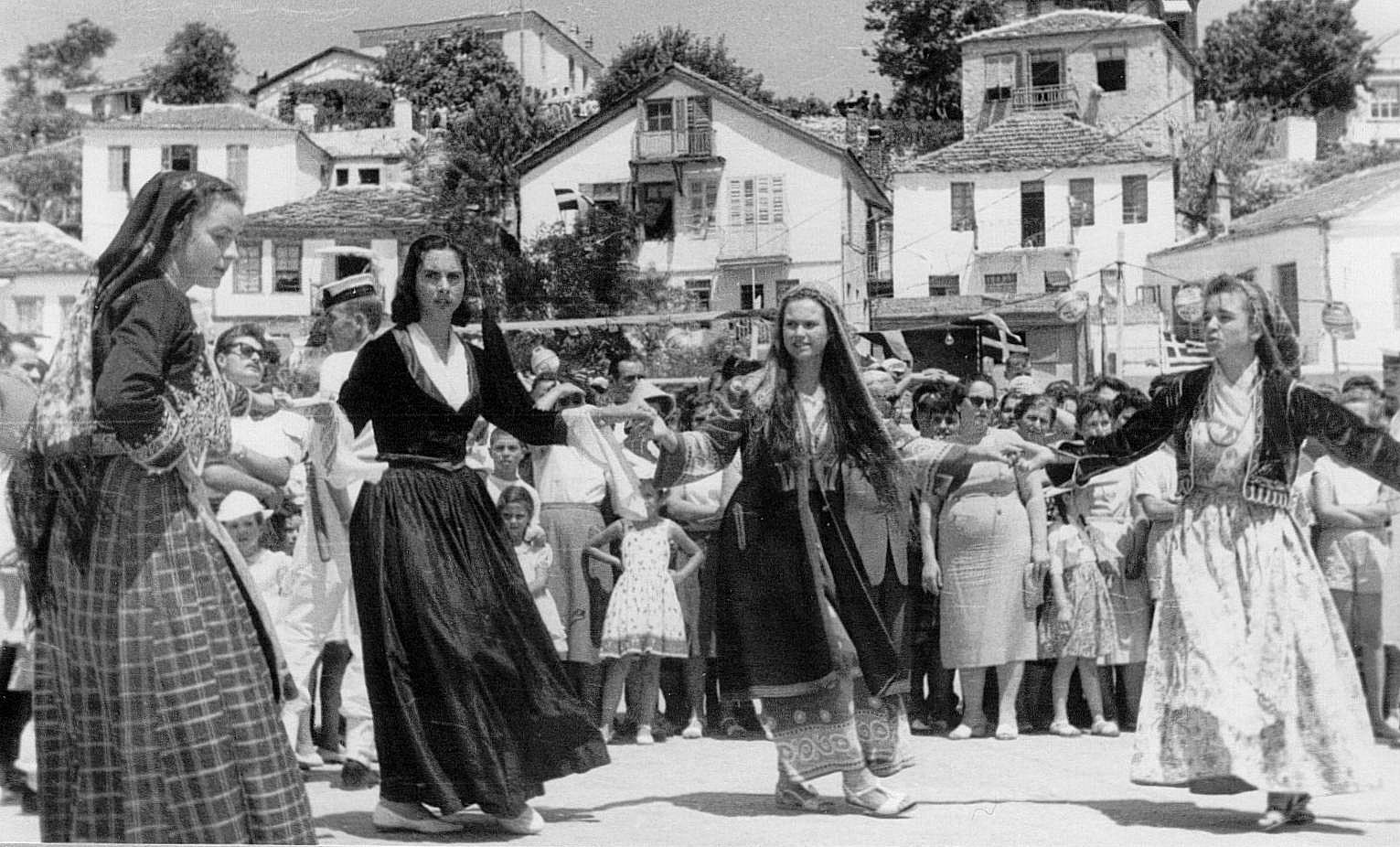
پایکوبی مردمی تاسوس، ۱۹۵۸

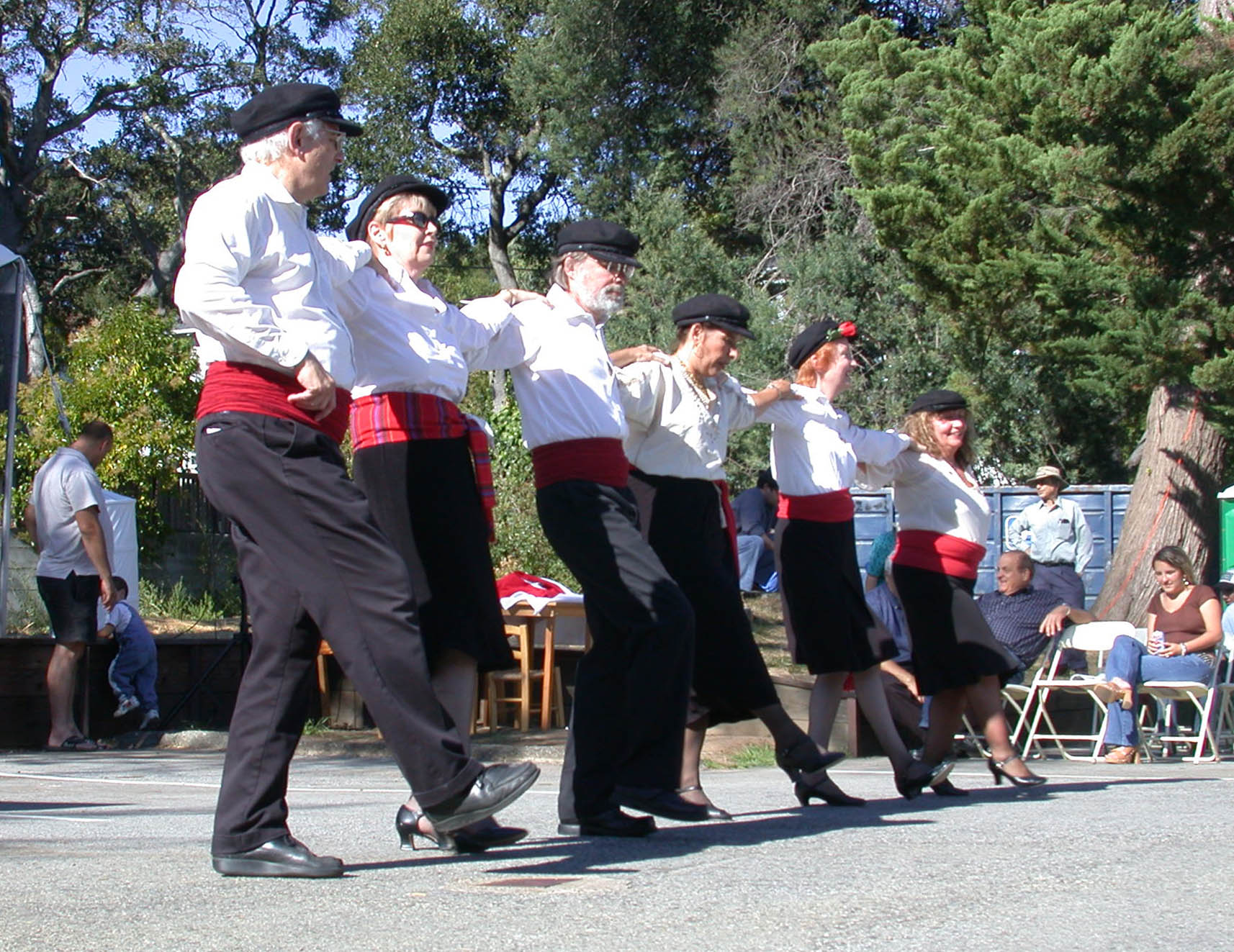
پایکوبندگان یونانی، بلمونت ، کالیفرنیا

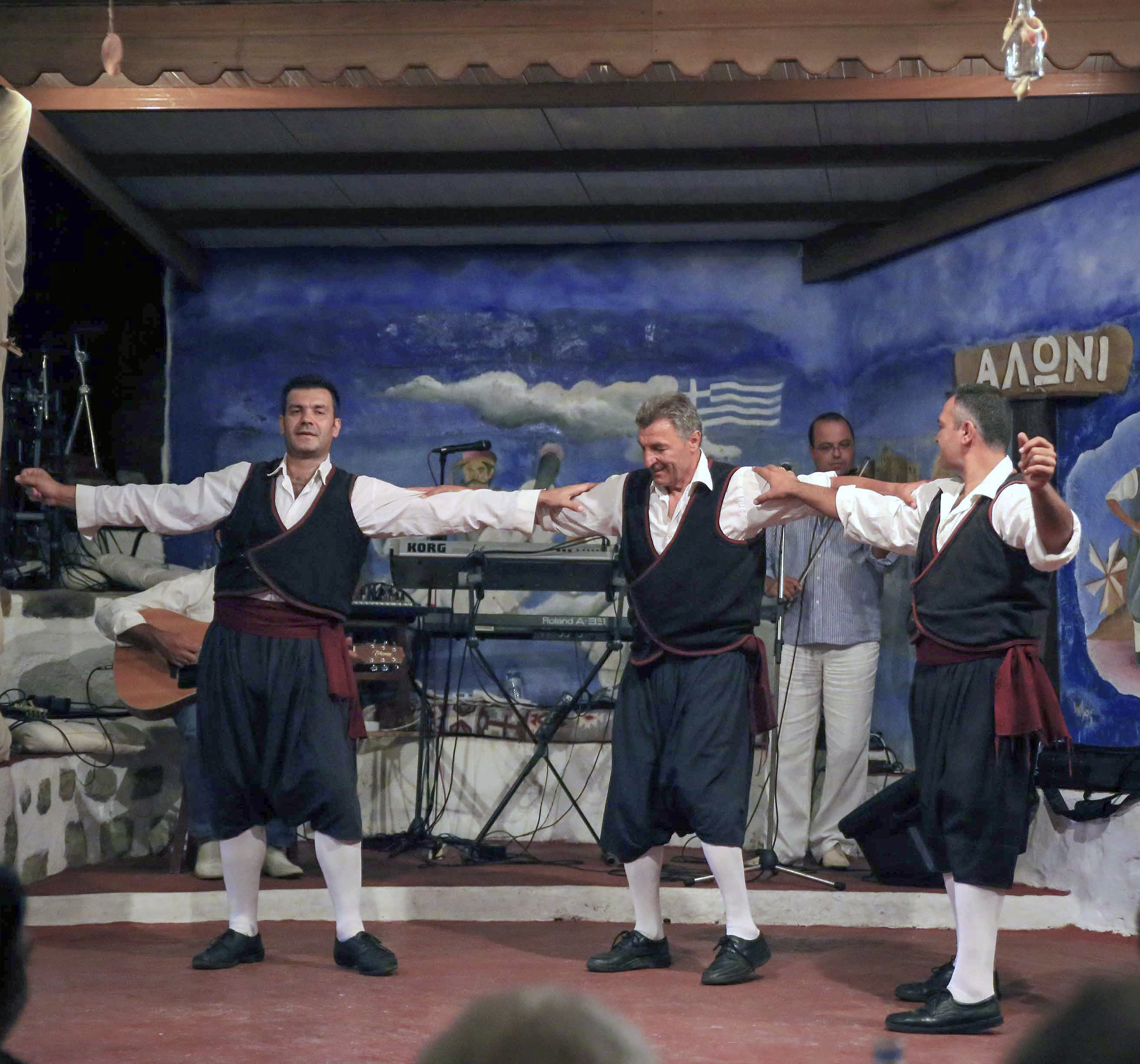
پایکوبان جزیره پاتموس

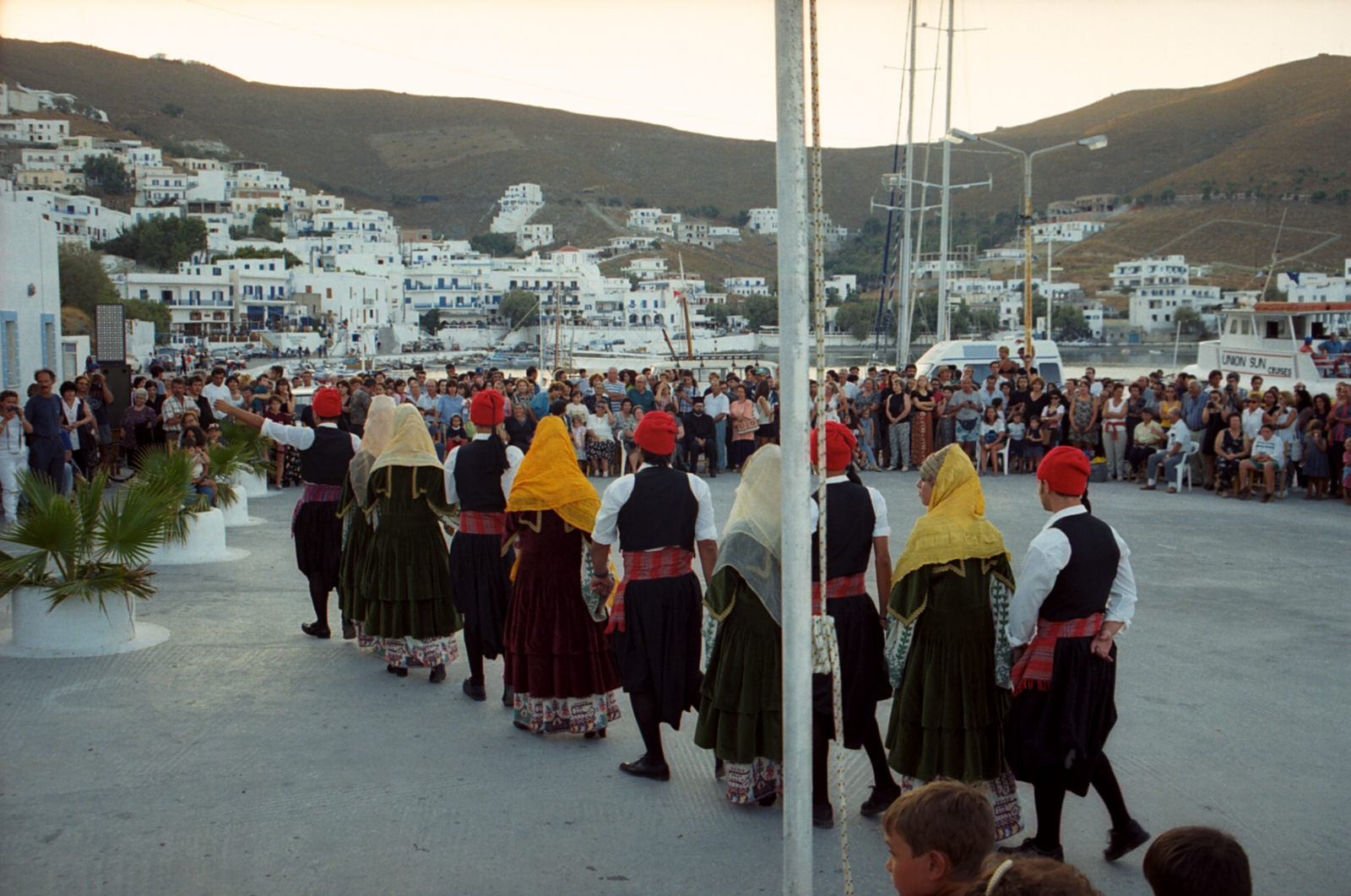
پایکوبان‌هایی از آستیپالایا

جزیره‌های دریای اژه دارای پایکوبی‌هایی هستند که از نظر سرعت و سبک تند هستند و در آن پایکوبان پرش هم می‌کنند. با این حال، بسیاری از این پایکوبی‌ها پایکوبی دوتایی است.
- آنتیکریستوس (میتیلین)
- آنتی پاتیت (کارپاتوس)
- آرکیستیس (کارپاتوس)
- بالاریستوس
- بالوس (ناکسوس)، کیثنوس)
- بوناتیکی سوستا (رودس)
- چانیوتیکا (لروس)
- ایکاریوتیکوس (از ایکاریا)
- ایرنه (تیلوس)
- ایسیوس (کالیمنوس)
- کامارا (اسکیاتوس)
- کامارس (تیلوس)
- Karavas (Naxos)
- Kato Choros (کارپاتوس)
- Kechagiadikos (Lemnos)
- کفالونیتیکا (کارپاتوس)
- Kritikos (Rhoditiko Pidikto) (رودس)
- لریکی سوستا (لروس)
- لریکوس (لروس)
- میچانیکوس (کالیمنوس)
- اولا تا پولکیا (تاسوس)
- پاناگیا (لمنوس)
- Pano Choros (کارپاتوس)
- پاتما (لمنوس)
- پیرگوسیکوس (خیوس)
- پلاتانیوتیکو نرو (ساموس)
- Rhoditiki Sousta (رودس)
- رودیتیکوس (رودس، لروس)
- رودو
- سیانوس (کارپاتوس)
- Simetherkatos (Lemnos)
- سامیوتیکی سوستا (ساموس)
- سوستا (Kalymnos)
- Sousta Karpathou (کارپاتوس)
- سوستا کواکی (کوس)
- سوستا تیلو (تیلوس)
- اسپروری (رودس)
- Strose Vayia (ساموس)
- سیمیاکی سوستا (سیمی)
- سیرتوس
- سیرتوس آسوس (آگاتونیسی)
- Ta Xila (میتیلن)
- ترمیوتیکوس کارسیلماس (Kythnos)
- تیماریوتیکوس (کالیمنوس)
- تورسیسکوس (رودس)
- تراتا
- تسوپانیکوس (لمنوس)
- زرووس (کارپاتوس)

### کرت

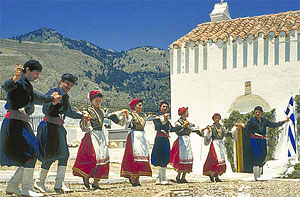
پایکوبان‌های کریتی

این پایکوبی‌ها سبک و پرشی و نفس‌گیر هستند.
- آنگالیاستوس
- آنوگیانوس پیدیختوس
- آپانومریت
- اتیانوس پیدیختوس
- Ierapetrikos Pidichtos
- کانلا
- کاتس آبادیانوس
- لازیوتیس
- مالویزیوتیس
- میکرو میکراکی
- نامها
- Ntournerakia
- پنتوزالی
- Pidichtos Lasithou
- پیریریشیوس
- پرینیوتیس
- Rethemniotiki Sousta
- رودو
- سیگانوس
- سیتیاکوس پیدیختوس
- سوستا
- سیرتوس چانیوتیکوس
- تریزالی
- زنوباساریس
- Zervodexios

### یونان مرکزی
- آنتی کریستوس
- هاساپیکو
- سیرتکی
- Hatzichristos (از مگارا)
- Kalamatianos
- زایبکیکو
- Kamilierikos
- Kavodorikos (کاریستوس)
- کلیستوس
- پیریریشیوس
- سیرتوس
- لامبری کامارا (مگارا)
- لولوویکوس (از مگارا)
- تیس تریانتافیلیاس تا فیلا (مگارا)
- Trata (از Megara)
- تسامیکوس

### اپیروس

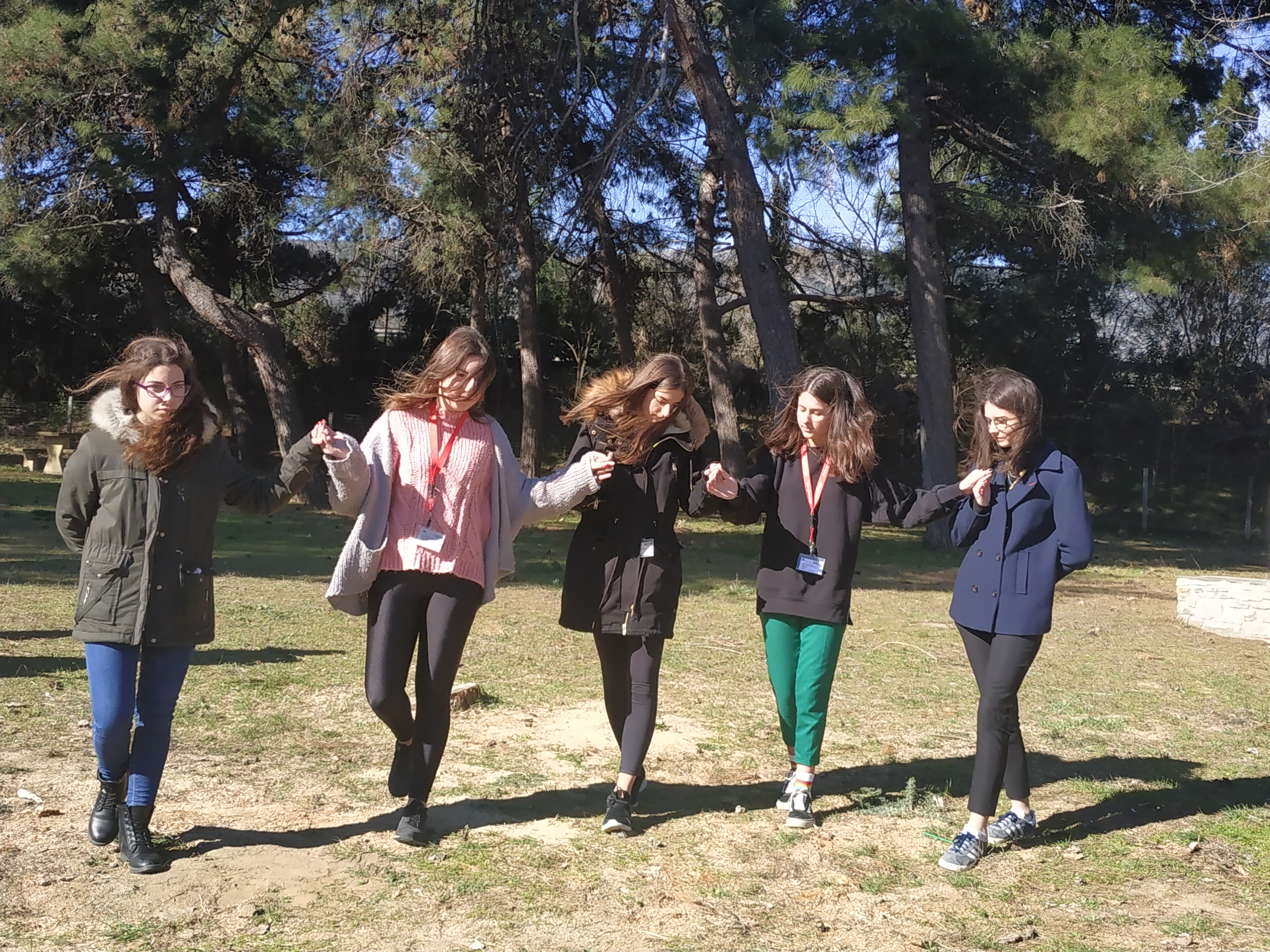
گام‌برداری پگونیسیوس

پایکوبی‌های اپیروسی در همه یونان از آرام‌ترین و سنگین‌ترین پایکوبی‌ها هستند. برای اجرای این پایکوبی‌ها تعادل زیادی لازم است.
- براتی
- تسامیکوس
- فیسونیس
- جنوفا
- جیاتروس
- هوروس تیس نیفیس یا لیپوتیماریکوس
- کاپیتان لوکا
- کوفتوس
- کلاماتا
- متسویتیتوس
- پالاماکیا
- پاپادیا
- پاپیگو
- پارازاکانا
- پوگونیسیوس
- استا دیو
- استا تریا
- سینگاتیستوس متسوو
- زاگوریسیوس

### پلوپونز
پایکوبی‌های پلوپونس بسیار ساده و سنگین هستند که در آن رهبر جلوی خط به شکل بداهه پایکوبی می‌کند.
- Ai Georgis
- دیپلوس هوروس
- ژرانوس
- Kalamatianos
- Maniatikos
- مونودیپلوس
- Panagiotis
- سیرتوس
- تساکونیکوس
- تسامیکوس

### جزیره‌های ایونی
- Ai Georgis (Corfu)
- بالوس (لفکادا)
- بورداریس (کیتیرا)
- Cerigotikos (Kythira)
- Potamitikos (Kythira)
- Ai Georgis (Kythira)
- Divaratikos (سفالونیا)
- فورلانا (کورفو)
- کرکیرایکوس (کورفو)
- لفکادیتیکوس (لفکادا)
- لوانتیتیکوس (زاکینتوس)
- مرمیگاس (سفالونیا)
- Mesaritikos (Kythira)
- روگا (کورفو)
- سیرتوس (سفالونیا)
- تیاکوس (لفکادا)

### مقدونیه
پایکوبی‌های مقدونیه گوناگون است. بیشتر آنها سنگین هستند و از گام‌های سنگین تشکیل شده‌اند، در حالی که برخی دیگر از آنها سریع و چابک هستند. بیشتر پایکوبی‌ها آهسته آغاز می‌شوند و سپس تند می‌شوند.
مقدونیه غربی:
- آکریتیکوس (فلورینا)
- آنتی کریستوس
- بوگاتساس (فلورینا)
- دیمیترولا
- دیپلوس کرس تیس روکاس
- رقص گایدا
- گراکینا
- جرونتیکوس
- Endeka Kozanis
- کاستوریانوس
- کوری النی
- کاپیتان لوکا
- هاساپیکو
- لونتیکوس (فلورینا)
- Makedonikos antikristos
- رقص ماکرینیتسا
- نظامامیکوس (نائوسا)
- عمورفولا (فلورینا)
- ای نیکولوس
- پارتالوس
- پوستسنو
- پروسکینیتوس
- رایکوس (ادسا)
- سرویکوس
- سیمبترا (فلورینا)
- استامولو
- Stankina (Edessa)
- Syre Syre (Edessa)
- سیرتوس مقدونیاس
- تیس دیمیترولا
- تیس ماریاس
- ترانوس کروس (کوزانی)
- تریتا پاتا (نائوسا)
- تسوتسوس (فلورینا)
- تسوراپیا (فلورینا)
- زاخارولا
- زارامو

مقدونیه شرقی:
- آنتی کریستوس
- دروساس
- کامپانا
- کوری النی
- تفکوتوس

### تسالی
پایکوبی‌ها در تسالی از دیدگاه سبک مانند پایکوبی‌های اپیروس هستند. بیشتر آنها سنگین و برخی نیز تند هستند. رهبر، درست مانند پایکوبی پلوپونس، بداهه پایکوبی می‌کند.
- دیونیزیاکوس
- گایتاناکی
- گالانوگالانی
- جیروگالاکیس
- Kalamatianos
- کامارا
- کانگلی
- کاراگونا
- کلیستوس
- کلیستوس آرگیتئاس
- کوفتوس
- لافینا
- پیلیوریتیکوس
- روگاتسیاریکوس
- سوزانا
- سیرتوس
- تسامیکو
- تسامیکوس دسکاتیس
- زاخارولا

### آروانی‌ها
- نطارسا
- الکتوس
- تسامیکوس

### تراکیه
پایکوبی‌های تراکیه بیشتر پرشی و سبک است. در بیشتر پایکوبی‌های تراکیایی، مردان فقط مجاز به پایکوبی در جلوی صف هستند. نوازندگان و خوانندگانی مانند کرونیس ایدونیدیس و کاریوفیلیس دویتسیدیس موسیقی تراکیا را زنده کرده‌اند.
- آنتی کریستوس
- بایدوسکا
- داکتیلی
- دنریتسی
- درستا
- گایتانی
- گیکنا
- هاساپیا
- کولوریاستوس
- ماندیلاتوس
- پاپیسیوس
- سینگاتیستوس
- سیرتوس
- تاپینوس هوروس
- Tapeinos Paschaliatikos
- تریپاتی
- زونارادیکو

### تراکیه شمالی /تراکیه شرقی
پایکوبی‌های (تراکیای شمالی) تند، با ضرب بالا و شبیه سبک پایکوبی تراکیایی است. پایکوبی‌های شهر کاواکلی و نئو موناستیری محبوب‌ترین این پایکوبی‌ها هستند.
- آنتی کریستوس
- بوگدانوس
- دوزیکوس
- کالینیتیکوس
- کاتسیولیکوس
- Kinigitos
- کوتسوس
- ملیسو
- پوداراکی
- سفارلیس
- سینگاتیستوس
- Stis Treis
- سیرتوس باناس
- تمزارا
- ترمولیاستوس
- ترویرو
- تسستوس
- زرووس
- Zervos Banas
- Zervodexios
- زونارادیکو

### پونتوس
پایکوبی‌های یونانیان پونتیک اهل دریای سیاه بیشتر توسط سربازان پونتیک انجام می‌شد تا قبل از اینکه وارد نبرد شوند، انگیزه خود را بالا ببرند. این پایکوبی‌ها با آواز پونتیایی همراه است که توسط مردم ترکیه کمنچه نیز خوانده می‌شود.
- آنفوریتیسا کیزلا
- آپو پان کای کا ماتسوکا
- آتسیاپات
- شیرجه رفتن
- Etere Trapezounta
- فونا آرگروپولیس
- جمورا
- ژتیر آرگروپولیس
- کالون کوریتسی
- کوچاری
- کوری کوپلا
- کونیختون نیکوپولیس
- کوسرا
- لافراگا
- لتسی کارس (کارس)
- لتسینا کارس (کارس)
- ماچریا
- میلیتسا
- میتریتسا
- موموریا
- اومال
- پاتولا
- پوداراکی
- سونای پونتیک
- سامپسون (سامسون)
- سرانیسا
- سیتون ایمرس
- سیرتوس
- تامسارا نیکوپولیس
- تامسارا تراپزونتاس
- تاپان که کا ماتسوکا
- تیک دیپلو
- تیک ایمرس
- تیک مونو
- تیک نیکوپولیس
- تیک توگیاس یا توگیالیدیکون
- تیتارا آرگروپولیس
- تریا تی کوتساری
- مثلث کراسونتاس
- مثلث ماتسوکاس
- Trigona Trapezountas
- تریپات ماتسوکا
- تروماکتون
- تیرفون یا تریفون بافرا

### آسیای کوچک
اریترا
- آلاتساتیانی
- هوروس عطاریس
- بالوس
- پایکوبی بیزانس
- پاسچالینوس
- ژرانوس
- سوستا
- سیرتوس
- سیرتوس کارابورنیوتیکوس
- تاپینوس
- زایبکیکو

کاپادوکیا
- Ai Vassiliatikos
- Choros Koutalion
- Choros Leilaloum
- Choros Macherion
- Choros Mandilion
- آنسوما
- تاس کمرلی
- Tsitsek Ntag
- پاشا / آنتی پاشا
- لیلالوم
- وارا وارا
- کونیالیس
- کوسهفتوس
- سی تاتا
- سیرتوس
- زایبکیکو

سیناسوس
- آپوپسین تا Mesanihta
- ایسوس سیناسوس
- کنیالی
- مالاماتنیوس آرگالیوس
- پاگو استو پوروساس تا وونا
- Simeris i Simeriani

### قسطنطنیه
- پایکوبی بیزانس
- هاساپیکو
- تسرا ماتیا
- پاتینادا نیفیس
- رودوداکتیلوس

### گریکو (ایتالیای جنوبی)
- پیتزا
- تارانتلا

### قبرس
پایکوبی مردان
- آنتی کریستوس
- دفتروس کارسیلماس
- پروتوس کارسیلماس
- سیرتوس
- تاتسیا
- تریتوس کارسیلماس

پایکوبی زنان
- آنتی کریستوس
- دفتروس کارسیلماس
- پروتوس کارسیلماس
- سیرتوس
- تتارتوس کارسیلماس
- تریتوس کارسیلماس

## پایکوبی یونانی در ایالات متحده
در ایالات متحده، یونانیان آمریکایی برای پاسداشت میراث و فرهنگ خود در پایکوبی‌های یونانی شرکت می‌کنند. یونانیان در هر سنی می‌توانند مهارت‌های خود را در جشنواره‌های یونان که در طول سال و بیشتر در کلیساهای ارتدکس یونان برگزار می‌شوند، یا در مسابقات مختلف که در آن گروه‌ها برای اجرای برنامه در مقابل داوران، از نقاط خاص یونان تمرین می‌کنند، نشان دهند.

### جشنواره پایکوبی آیینی و پایکوبی بومی ارتدکس یونان (FDF)
از سال ۱۹۷۶، کلانشهر ارتدکس یونان در سانفرانسیسکو کنوانسیونی را برگزار می‌کند که به گروه‌های پایکوبی یونانی از کلیساهای مختلف در منطقه اقیانوس آرام ایالات متحده امکان رقابت می‌دهد. سالانه ۳۰۰۰ نفر در این برنامه شرکت می‌کنند و از آن به عنوان بزرگترین برنامه وزارت جوانان در کلانشهر سانفرانسیسکو یاد می‌شود. این مسابقه چهار بخش دارد که دو بخش داوری می‌شوند و دو بخش دیگر مجموعه‌های نمایشگاهی هستند. بخش ۱ و ۲ توسط گروه داوران که سالها تحقیق در یونان انجام داده‌اند و دیگران را در مورد مدل‌سازی و سایر آخشیج‌های مهم پایکوبی یونان راهنمایی می‌کنند، داوری می‌شود.